# Пенчежино
Пенчежино (пол. Pęczerzyno) — село в Польщі, у гміні Бжежно Свідвинського повіту Західнопоморського воєводства.
Населення — 352 особи (2011).

## Демографія
Демографічна структура станом на 31 березня 2011 року:
|          | Загалом | Допрацездатний вік | Працездатний вік | Постпрацездатний вік |
| -------- | ------- | ------------------ | ---------------- | -------------------- |
| Чоловіки | 188     | 47                 | 129              | 12                   |
| Жінки    | 164     | 37                 | 95               | 32                   |
| Разом    | 352     | 84                 | 224              | 44                   |